# Tokyo Topless
Le site Web Tokyo Topless (東京トップレス) a été créé au mois de mars 1995 par le webmestre et photographe Takao Kudo (工藤隆男, Kudo Takao) et revendique être le premier site pour adulte de toute l'Asie. il est spécialisé dans la diffusion d'images érotiques de femmes - principalement de japonaises - dotées une poitrine généreuse. On peut citer entre autres Marina Matsushima, Mariko Morikawa, Miki Sawaguchi, Fuko (alors connue sous le pseudonyme de "Love") ainsi que le mannequin russe Yulia Nova. Tokyo Topless est l'un des sites Web non commerciaux les plus consultés à Tokyo

## Liste de quelques mannequins réputés parus sur Tokyo Topless

### MannequinsFūzoku (風俗)
- Miki Sawaguchi

### Idoles de la vidéo pour adultes

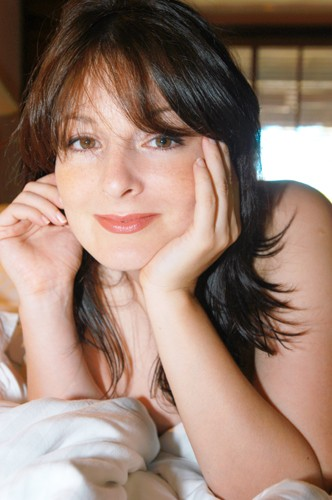
ja:Lorna Morgan

- Marina Matsushima
- Aki Tomosaki
- Maki Tomoda
- Ami Ayukawa
- Anna Ohura
- Jun Kusanagi
- Mariko Morikawa
- Shion

### Autres mannequins
- Yoko Matsugane
- Fuko alias Love

### Mannequins d'autres ethnies que japonaises
- Kyla Cole
- Nadine Jansen
- Yulia Nova
- Lorna Morgan